# Ijós
Ijós ou ijaus (ijaw) são um conjunto de povos indígenas principalmente para as regiões da floresta de Bayelsa, Delta e Rios dentro do Delta do Níger, na Nigéria.